# Indigofera caroliniana
Indigofera caroliniana är en ärtväxtart som beskrevs av Philip Miller. Indigofera caroliniana ingår i släktet indigosläktet, och familjen ärtväxter. Inga underarter finns listade i Catalogue of Life.